# Jenišovice (Jablonec nad Nisou-i járás)
Jenišovice település Csehországban, Jablonec nad Nisou-i járásban. Jenišovice Žďárek, Frýdštejn, Paceřice, Turnov és Ohrazenice településekkel határos. Lakosainak száma 1287 fő (2024. január 1.).

## Népesség
A település lakosságának változását az alábbi diagram mutatja:
| Lakosok száma | 1099 | 1178 | 1130 | 841  | 766  | 816  | 1132 | 1188 | 1218 | 1287 |
|               | 1869 | 1890 | 1921 | 1950 | 1980 | 2001 | 2017 | 2019 | 2022 | 2024 |